# 사데

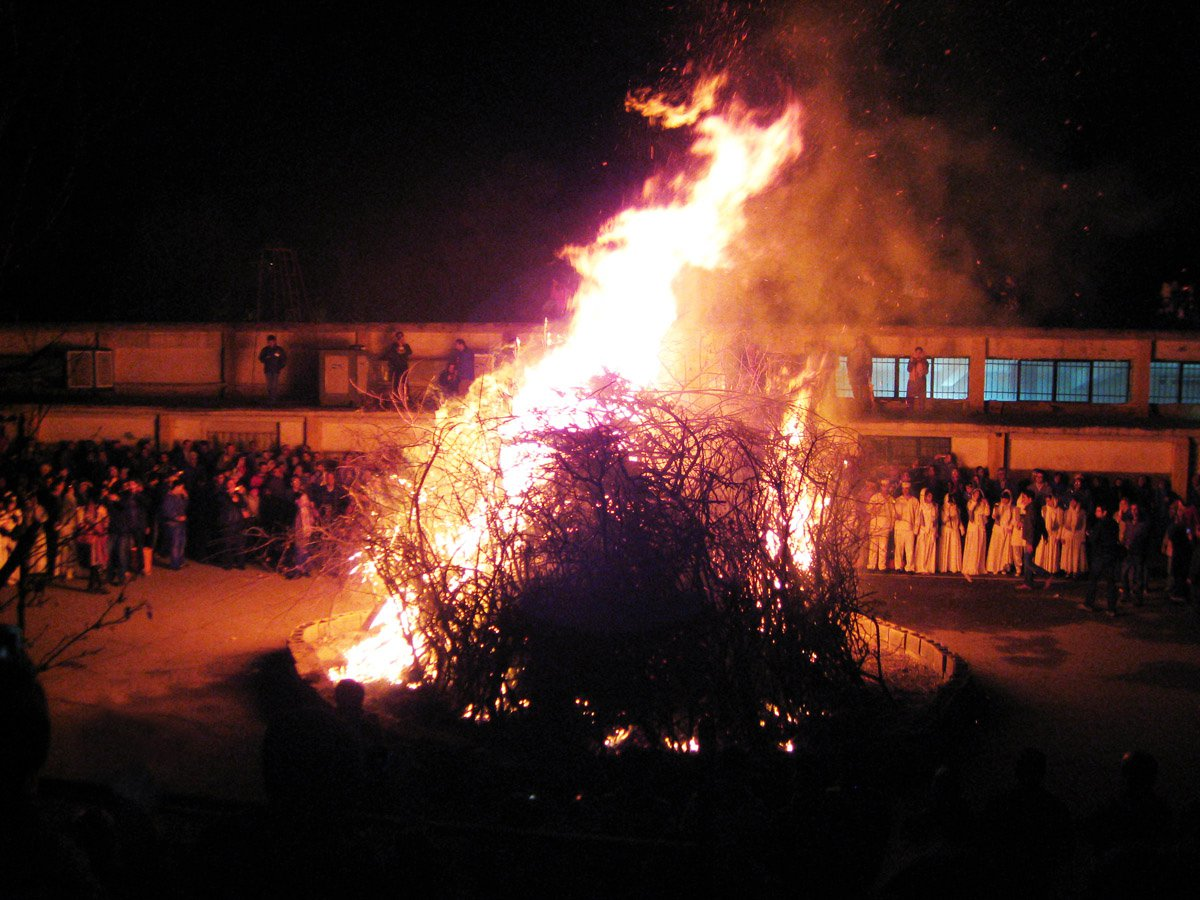

사데 또는 사다(페르시아: سده)는 고대 이란의 노루즈 전 50일간의 축제이다. 사데는 페르시아어로 100이라는 뜻으로 새해의 시작(3월 21일)까지 100일 남았다는 뜻이다. 사데는 겨울 축제로 고대이란에서 거행되었다. 그것은 어둠과 서리와 추위를 이기는 불의 축제였다.

## 같이 보기
- 이란의 문화
- 조로아스터 달력